# Liste der Baudenkmale in Wietzendorf
In der Liste der Baudenkmale in Wietzendorf sind alle Baudenkmale der niedersächsischen Gemeinde Wietzendorf im Landkreis Heidekreis. In den Ortsteilen Dehnernbockel, Wroge und Lehmberg und Klein Amerika befinden sich keine Baudenkmale. Der Stand der Liste ist das Jahr 2021.

## Baudenkmale in den Ortsteilen

### Bockel
Bockel wurde das erste Mal im Jahre 1197 als Boclo erwähnt. Allerdings haben bereits in der Bronzezeit hier Menschen gesiedelt, es wurden zahlreiche Hügelgräber gefunden. Bockel wurde 1974 zur Einheitsgemeinde Wietzendorf eingemeindet.

#### Gruppe Hofanlage, Lehmberg
Die Gruppe „Hofanlage, Lehmberg“ hat die ID 32688731.
Das Wohnwirtschaftsgebäude des Hofes wurde 1865 erbaut. Der Schafstall wurde 1731 erbaut, es ist das älteste Gebäude des Hofes. Der Treppenspeicher wurde 1733 erbaut. Er steht parallel zum Wohnwirtschaftsgebäude. Im Jahre 1806 wurde als Verlängerung ein zweiter Speicher angebaut. Die Scheune wurde in der ersten Hälfte des 18. Jahrhunderts erbaut.
| Lage                                | Bezeichnung     | Beschreibung | ID       | Bild |
| ----------------------------------- | --------------- | --- | -------- | ---- |
| Bockel 1 52° 56′ 5″ N, 9° 52′ 36″ O | Treppenspeicher | | 32819868 | BW   |
| Bockel 1 52° 56′ 5″ N, 9° 52′ 37″ O | Treppenspeicher | | 32820752 | BW   |
| Bockel 1 52° 56′ 5″ N, 9° 52′ 39″ O | Schafstall      | | 32820476 | BW   |
| Bockel 1 52° 56′ 5″ N, 9° 52′ 40″ O | Scheune         | | 32819639 | BW   |
| Bockel 1 52° 56′ 4″ N, 9° 52′ 40″ O | Häuslingshaus   | Das Haus wurde 1853 erbaut. Es ist ein Fachwerkhaus mit einem Satteldach. Es diente Arbeitern des Hofes Bockel 1 als Wohnhaus.     | 32819663 | BW   |
| Bockel 1 52° 56′ 3″ N, 9° 52′ 41″ O | Häuslingshaus   | Das Haus wurde Anfang des 19. Jahrhunderts erbaut. Es ist ein Fachwerkhaus mit einem Satteldach. Es wurde als Altenteiler genutzt. | 32819687 | BW   |

#### Einzelbaudenkmale
| Lage                                 | Bezeichnung      | Beschreibung | ID       | Bild           |
| ------------------------------------ | ---------------- | --- | -------- | -------------- |
| Bockel 3 52° 56′ 32″ N, 9° 53′ 52″ O | Treppensspeicher | | 32820598 | BW             |
| Bockel 5 52° 54′ 43″ N, 9° 55′ 54″ O | Treppenspeicher  | | 32820361 | BW             |
| Bockel 5 52° 54′ 42″ N, 9° 55′ 46″ O | Schafstall       | | 32819845 | BW             |
| Bockel 6 52° 54′ 1″ N, 9° 55′ 13″ O  | Schafstall       | | 32820340 | BW             |
| Bockel 8 52° 54′ 35″ N, 9° 55′ 19″ O | Treppenspeicher  | | 32820641 | BW             |
| Bockel 8 52° 54′ 37″ N, 9° 55′ 20″ O | Treppenspeicher  | | 32820684 | BW             |
| B 3 52° 53′ 23″ N, 9° 54′ 58″ O      | Soldatenfriedhof | Auf dem Becklingen War Cemetery an der B 3 liegen überwiegen britische Soldaten, die im Zweiten Weltkrieg gefallen sind. Hier stehen 2401 Grabsteine. Das Eingangsportal ist aus Marmor, ein Gedenkpavillon befindet sich mit einem Kreuz in der Mitte der Anlage. Gestaltet wurde der Friedhof von Philip Hepworth. | 32820318 | Weitere Bilder |

### Lührsbockel
| Lage                                   | Bezeichnung | Beschreibung | ID       | Bild |
| -------------------------------------- | ----------- | ------------ | -------- | ---- |
| Lührsbockel 52° 56′ 27″ N, 9° 54′ 2″ O | Schafstall  |              | 32820620 | BW   |

### Marbostel
| Lage                                    | Bezeichnung     | Beschreibung  | ID       | Bild |
| --------------------------------------- | --------------- | ------------- | -------- | ---- |
| Marbostel 6 52° 52′ 47″ N, 9° 58′ 49″ O | Treppenspeicher | Hof Rodehorst | 32819965 | BW   |
| Marbostel 6 52° 52′ 47″ N, 9° 58′ 50″ O | Treppenspeicher | Hof Rodehorst | 32819939 | BW   |
| Marbostel 6 52° 52′ 47″ N, 9° 58′ 51″ O | Treppenspeicher | Hof Rodehorst | 32820839 | BW   |
| Marbostel 7 52° 53′ 59″ N, 9° 58′ 48″ O | Treppenspeicher | Meyerhof      | 32819916 | BW   |

### Meinholz
| Lage                                   | Bezeichnung              | Beschreibung | ID       | Bild |
| -------------------------------------- | ------------------------ | ------------ | -------- | ---- |
| Meinholz 1 52° 56′ 44″ N, 9° 58′ 58″ O | Wohn-/Wirtschaftsgebäude | Leverenzhof  | 32820706 |      |
| Meinholz 2 52° 56′ 36″ N, 9° 59′ 0″ O  | Treppenspeicher          |              | 32820249 | BW   |
| Meinholz 4 52° 56′ 50″ N, 9° 59′ 11″ O | Backhaus                 |              | 32820500 |      |

### Reddingen
| Lage                                    | Bezeichnung     | Beschreibung | ID       | Bild |
| --------------------------------------- | --------------- | ------------ | -------- | ---- |
| Reddingen 3 52° 54′ 45″ N, 10° 0′ 53″ O | Speicher        |              | 32820773 |      |
| Reddingen 3 52° 54′ 45″ N, 10° 0′ 55″ O | Treppenspeicher |              | 32820075 | BW   |

### Suroide
| Lage                                   | Bezeichnung         | Beschreibung | ID       | Bild |
| -------------------------------------- | ------------------- | ------------ | -------- | ---- |
| Suroide 1 52° 57′ 51″ N, 9° 58′ 18″ O  | Treppenspeicher     |              | 32819616 |      |
| Suroide 3 52° 57′ 58″ N, 9° 58′ 26″ O  | Treppenspeicher     |              | 32820729 | BW   |
| Suroide 5a 52° 56′ 52″ N, 9° 57′ 52″ O | Doppelhäuslingshaus | Heuerhaus    | 32820148 | BW   |

### Wietzendorf

#### Gruppe Alter Friedhof Bahnhof-/Kampstraße
Die Gruppe „Alter Friedhof Bahnhof-/Kampstraße“ hat die ID 32689016.
| Lage                                                | Bezeichnung         | Beschreibung | ID       | Bild           |
| --------------------------------------------------- | ------------------- | ------------ | -------- | -------------- |
| Bahnhofstraße 52° 55′ 6″ N, 9° 58′ 17″ O            | Alter Friedhof      |              | 32820795 | Weitere Bilder |
| Bahnhofstraße 52° 55′ 8″ N, 9° 58′ 16″ O            | Gedenkstein         |              | 32820815 |                |
| Bahnhofstraße 52° 55′ 7″ N, 9° 58′ 16″ O            | Grabstein II, Kreuz |              | 32819776 | BW             |
| Bahnhofstraße/Kampstraße 52° 55′ 3″ N, 9° 58′ 16″ O | Grabstein I, Figur  |              | 32819754 | BW             |

#### Gruppe Hofanlage, Über der Brücke
Die Gruppe „Hofanlage, Über der Brücke“ hat die ID 32688719.
| Lage                                          | Bezeichnung              | Beschreibung | ID       | Bild           |
| --------------------------------------------- | ------------------------ | ------------ | -------- | -------------- |
| Über der Brücke 1 52° 55′ 18″ N, 9° 58′ 39″ O | Wohn-/Wirtschaftsgebäude | Peetshof     | 32820174 | Weitere Bilder |
| Über der Brücke 1 52° 55′ 19″ N, 9° 58′ 40″ O | Schweinestall            | Peetshof     | 32819550 | BW             |
| Über der Brücke 1 52° 55′ 19″ N, 9° 58′ 38″ O | Scheune                  | Peetshof     | 32820199 | BW             |
| Über der Brücke 1 52° 55′ 19″ N, 9° 58′ 37″ O | Göpelhaus                | Peetshof     | 32820224 | BW             |
| Über der Brücke 1 52° 55′ 18″ N, 9° 58′ 36″ O | Treppenspeicher          | Peetshof     | 32820865 | BW             |
| Über der Brücke 1 52° 55′ 17″ N, 9° 58′ 37″ O | Bauerngarten             | Peetshof     | 32819824 |                |

#### Gruppe Hofanlage, Wietzendorf
Die Gruppe „Hofanlage, Wietzendorf“ hat die ID 32688743.
| Lage                                          | Bezeichnung              | Beschreibung | ID       | Bild |
| --------------------------------------------- | ------------------------ | ------------ | -------- | ---- |
| Über der Brücke 4 52° 55′ 19″ N, 9° 58′ 42″ O | Wohn-/Wirtschaftsgebäude |              | 32820272 |      |
| Über der Brücke 4 52° 55′ 19″ N, 9° 58′ 44″ O | Scheune                  |              | 32820409 | BW   |
| Über der Brücke 4 52° 55′ 18″ N, 9° 58′ 45″ O | Schuppen                 |              | 32820455 | BW   |
| Über der Brücke 4 52° 55′ 18″ N, 9° 58′ 43″ O | Schweinestall            |              | 32820434 | BW   |

#### Gruppe Kirche, Wietzendorf
Die Gruppe „Kirche, Wietzendorf“ hat die ID 32688755.
| Lage                                      | Bezeichnung           | Beschreibung   | ID       | Bild           |
| ----------------------------------------- | --------------------- | -------------- | -------- | -------------- |
| Hauptstraße 18 52° 55′ 2″ N, 9° 58′ 33″ O | Ev. Kirche St. Jacobi |                | 32820524 | Weitere Bilder |
| Hauptstraße 18 52° 55′ 2″ N, 9° 58′ 33″ O | Friedhof              | jetzt Kirchhof | 32820006 |                |
| Hauptstraße 18 52° 55′ 2″ N, 9° 58′ 31″ O | Ehrenmal              |                | 32819802 |                |

#### Gruppe Kriegsgefangenenfriedhof
Die Gruppe „Kriegsgefangenenfriedhof“ hat die ID 32689028.
| Lage                                                          | Bezeichnung              | Beschreibung | ID       | Bild           |
| ------------------------------------------------------------- | ------------------------ | ------------ | -------- | -------------- |
| Bundeswehrgelände, Munster, Stadt 52° 56′ 22″ N, 10° 0′ 17″ O | Friedhof mit Mahnmal     |              | 32784870 | Weitere Bilder |
| Bundeswehrgelände, Wietzendorf 52° 56′ 20″ N, 10° 0′ 15″ O    | Kriegsgefangenenfriedhof |              | 32820121 | Weitere Bilder |